# Tvrdača
Tvrdača (lat. Nardus), monotipski biljni rod iz porodice trava čiji je jedini predstavnik tvrdača ili N. stricta, raširena po velikim dijelovima Europe sjeveroistoksa Sjeverne Amerike, po Grenlandu, i nekim dijelovima Azije. Ime roda Nardus iz grčkog je jezika, a dao ga je Linnaeus, a stari Grci tim imenom zvali su neku biljku iz Indije iz koje se dobivalo eterično ulje.
Vlati tvrdače su uspravne, listovi uski a raste busenasto po siromanšnim tlima u brdskim i planinskim područjima. naraste do 60 cm visine. Kao krmivo slabije je vrijednosti. U Hrvatskoj se vrsta zove stegnuta tvrdača, a ostali nazivi za nju su i štetika, brk, smiljka, suri vuk i zečji vuk.
Ova vrsta introducirana je i po drugim zemljama: otoci Chatham, Novi Zeland, otok South Georgia, Tasmanija, Idaho, Oregon, Kostarika.
Tvrdača je jedini predstavnik tribusa Nardeae.

## Galerija
- N. stricta
- N. stricta
- N. stricta
- N. stricta